# Since I Met You Baby
Since I Met You Baby ist ein Rhythm-and-Blues-Song, den der amerikanische Pianist und Sänger Ivory Joe Hunter 1956 aufgenommen und auf Atlantic 1111 (USA), in Kanada auf Quality 1567 und im Vereinigten Königreich auf Columbia DB 3872 veröffentlicht hat. Der Song wurde von ihm auch geschrieben. Die deutsche Version unter dem Titel So wie damals, Baby wurde 1958 von Peter Kraus aufgenommen. 1969 kam der Song in der Version des Countrysängers Sonny James erneut zu Hitehren.

## Allgemeines
Hunter war bereits ein erfolgreicher Rhythm-and-Blues-Künstler mit einigen Erfolgen wie I Almost Lost My Mind. 1954 kam er zu Atlantic Records und zu dieser Zeit entstand auch Since I Met You Baby. Der Kritiker Steve Huey bezeichnete den Song als „a masterpiece of smooth, bluesy elegance....“.
Der Song, ein 12-taktiger Blues, war meilenweit vom damals vorherrschenden Rock and Roll entfernt. Das Orchesterarrangement stammte von Ray Ellis, einem Produzenten und Arrangeur, der unter anderem mit Billie Holiday und Sarah Vaughan gearbeitet hatte. Harmonie im zweiten Vers sang der Saxophonist Jesse Powell.
Der Song erreichte in der Rhythm and Blues Records Chart von Billboard als Topplatz #12 und verblieb insgesamt drei Wochen dort. Eine Goldene Schallplatte, die er mit dem Song erreichte, wurde ihm bei seinem Auftritt in der Ed Sullivan Show überreicht. Der Song blieb sein einziger Eintrag in die Billboard Charts.

## Coverversionen
Es gibt viele Coverversionen des Songs, die viele verschiedene musikalische Genres abdecken. Der Song wurde ebenso von Countrymusikern wie auch von Bluessängern gecovert. Zu ihnen zählen unter anderen Molly Bee, Tommy Sands, Freddy Fender, Bobby Vee, Johnny O’Keefe and The Dee Jays, Sam Cooke, José Feliciano, The Spencer Davis Group, Professor Longhair, Jerry Lee Lewis, Bill Anderson & Jan Howard, Sonny James, Dean Martin, The Willy DeVille Acoustic Trio, Kenny Neal, B.B. King, Gary Moore, Wanda Jackson und Lou Rawls.